# Monocerotesa commissa
Monocerotesa commissa är en fjärilsart som beskrevs av Louis Beethoven Prout 1932. Monocerotesa commissa ingår i släktet Monocerotesa och familjen mätare. Inga underarter finns listade i Catalogue of Life.